# الکساندر سوروک
الکساندر سِـوْروک (لهستانی: Aleksander Sewruk؛ ‏ ۱۷ ژانویهٔ ۱۹۱۲ – ۲۳ نوامبر ۱۹۷۴) بازیگر اهل لهستان بود.

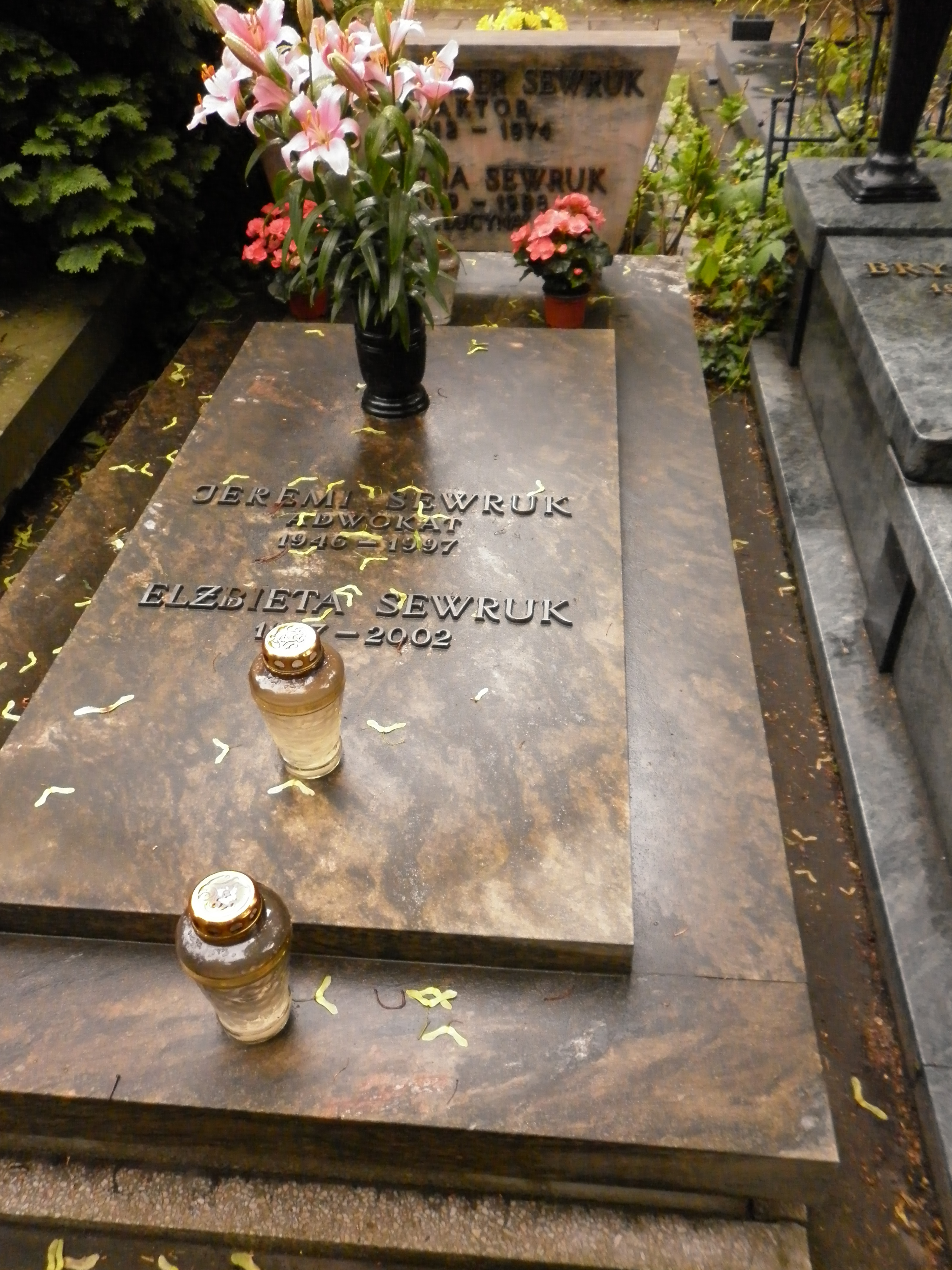
سنگ گور الکساندر سوروک

از فیلم‌ها یا برنامه‌های تلویزیونی که وی در آن نقش داشته‌است، می‌توان به گفتار پایانی نورنبرگ، چهل‌ساله، خاکستر و الماس، قطار شب و عقاب اشاره کرد.
وی در اولین دورهٔ جشنواره بین‌المللی فیلم مسکو برندهٔ مدال نقره بازیگری شد.